# Elwro 800 Junior
Elwro 800 Junior (800 Junior) је био кућни рачунар фирме Elwro који је почео да се производи у Пољској од 1986. године.
Користио је Zilog Z80 A као микропроцесор. RAM меморија рачунара је имала капацитет од 64 KB. 
Као оперативни систем кориштен је CP/J, CP/M 2.2.

## Детаљни подаци
Детаљнији подаци о рачунару 800 Junior су дати у табели испод.
|                       |                                                                         |
| [ 1 ]                 |                                                                         |
| Произвођач            |                                                                         |
| Тип                   | кућни рачунар                                                           |
| Меморија              | 64 KB                                                                   |
| Поријекло             | Пољска                                                                  |
| Година                | 1986                                                                    |
| Тастатура             | пуни помак тастера 75 тастера са 5 функцијских тастера и тастери смјера |
| Процесор              |                                                                         |
| Фреквенција процесора | 3,5                                                                     |
| RAM                   | 64 KB                                                                   |
| ROM                   | 24 (Basic + OS)                                                         |
| Текст                 | 32 или 64 знакова x 24 линије                                           |
| Графика               | 256 x 192 тачака                                                        |
| Боја                  | 8 са два тона свака (нормално и свијетло)                               |
| Звук                  | 1 глас / 10 октава (мали звучник)                                       |
| Димензије             | непознато                                                               |
| Портови               |                                                                         |
| Оперативни систем     |                                                                         |